# Хелън Хейс
Хелън Хейс (на английски: Helen Hayes) е американска актриса, носителка на награди „Еми“, Грами, две награди „Оскар“ и три награди Тони. От 1960 г. има две звезди на Холивудската алея на славата.

## Биография
Хелън Хейс е родена на 10 октомври 1900 г. във Вашингтон, САЩ. Майка ѝ Катрин Естел е актриса, а баща ѝ Франсис работи на различни места, включително като чиновник в патентното ведомство на Вашингтон и управител на кланица. Хелън има дъщеря, която умира на 19-годишна възраст.
Хелън Хейс умира от сърдечна недостатъчност на 92 години.

### Кариера
Дебютира в театъра „Беласко“ във Вашингтон на петгодишна възраст, а дебютът ѝ на Бродуей е едва на осемгодишна възраст. Кариерата ѝ продължава 80 години.
Тя е един от малкото артисти печелили всичките четири най-престижни награди „Оскар“ (за кино), „Еми“ (за телевизия), „Грами“ (за музика) и „Тони“ (за театър).

### Смърт
Хелън Хейс умира на 17 март 1993 г. от сърдечна недостатъчност в Найак, Ню Йорк. Приятелката на Хейс, Лилиан Гиш „Първата дама на американското кино“ е определения бенефициент на нейното имущество, но Гиш почива само 18 дни по-рано. Хейс е погребана в гробището Оук хил в Найак.  През 2011 г. тя е удостоена с пощенска марка на САЩ. 

## Избрана филмография
| Година | Филм                    | Оригинално заглавие        | Роля            | Режисьор      |
| ------ | ----------------------- | -------------------------- | --------------- | ------------- |
| 1932   | Грехът на Маделън Клоде | The Sin of Madelon Claudet | Маделън Клодет  | Едгар Селуин  |
| 1970   | Летище                  | Airport                    | Г-жа Ада Кунсет | Джордж Сийтън |